# Morad Mohammadi
Seyed Morad Mohammadi Pahnehkalaei (in persiano سید مراد محمدی پهنه کلایی‎; 9 aprile 1980) è un lottatore iraniano, specializzato nella lotta libera.

## Palmarès

### Olimpiadi
- 1 medaglia:
  - 1 bronzo (Pechino 2008 nei 60 kg)

### Mondiali
- 3 medaglie:
  - 1 oro (Canton 2006 nei 60 kg)
  - 2 bronzi (Budapest 2005 nei 60 kg; Mosca 2010 nei 60 kg)

### Giochi asiatici
- 1 medaglia:
  - 1 oro (Doha 2006 nei 60 kg)

### Campionati asiatici
- 5 medaglie:
  - 2 ori (New Delhi 2003 nei 60 kg; Wuhan 2005 nei 60 kg)
  - 2 argenti (Teheran 2004 nei 60 kg; Almaty 2006 nei 60 kg)
  - 1 bronzo (Jeju 2008 nei 60 kg)